# 西宁联勤保障中心
西宁联勤保障中心，位于青海省西宁市，为中国人民解放军联勤保障部队驻西部战区地域的联勤保障中心，隶属武汉联勤保障基地。

## 沿革
1977年，以兰州军区后勤部第1基地兵站作为基础，改编成中国人民解放军后勤第25分部（中国人民解放军84906部队）。1981年，移防青海省西宁市城东区杨家巷。1999年6月，改称中国人民解放军联勤第25分部。中国人民解放军联勤第25分部驻西宁市。
在深化国防和军队改革中，2016年1月中国人民解放军总后勤部撤销，组建中央军事委员会后勤保障部。中国人民解放军总后勤部武汉后方基地改为中央军事委员会武汉联勤保障基地。
2016年9月13日，中国人民解放军联勤保障部队成立大会在北京八一大楼举行，组建武汉联勤保障基地，作为中央军委联勤保障部队的最高机关，领导无锡、桂林、西宁、沈阳、郑州5个联勤保障中心。

## 机构设置
- 参谋部[4]
  - 战勤训练处[4]
  - 直属工作处[5]
- 政治工作部
  - 宣传处
  - 兵员和文职人员处[5]
- 供应处[6]
- 运输投送处[7]
- 卫勤处[8]
- 仓储管理处[9]
- 军事设施建设处
- 科技和信息化处

| 军事代表办事处 - 驻成都铁路局军事代表办事处 - 驻兰州铁路局军事代表办事处 - 驻乌鲁木齐铁路局军事代表办事处 - 驻青藏铁路公司军事代表办事处 …… | 直属单位 - 中国人民解放军西部战区总医院 - 中国人民解放军联勤保障部队第九四〇医院 - 中国人民解放军联勤保障部队第九四一医院 - 中国人民解放军联勤保障部队第九四二医院 - 中国人民解放军联勤保障部队第九四三医院 - 中国人民解放军联勤保障部队第九四四医院 - 中国人民解放军联勤保障部队第九四五医院 - 中国人民解放军联勤保障部队峨眉康复疗养中心 - 中国人民解放军西部战区疾病预防控制中心 - 某司机训练大队 …… |

## 历任领导
| 西宁联勤保障中心主任 1. 钱纪源 少将（2016年—） 西宁联勤保障中心副主任 - 张留旺（2016年—） | 西宁联勤保障中心政治委员 1. 高汛 大校（2016年—） 西宁联勤保障中心副政治委员 |